# Журавлёв, Александр Александрович (генерал)
Александр Александрович Журавлёв (род. 2 декабря 1965, Голышманово, Тюменская область) — российский военачальник, генерал-полковник (2017). Командующий войсками Восточного военного округа (2017—2018), Западного военного округа (2018—2022). Герой Российской Федерации (2018).
Находится под персональными международными санкциями Великобритании, Австралии, Украины, Новой Зеландии.

## Биография
Родился 2 декабря 1965 года в посёлке Голышманово Голышмановского района Тюменской области в семье учителей. Среднее образование получал в школе села Новоберёзовка Аромашевского района, где его отец работал директором.
Окончил школу в 1982 году, тогда же начал службу в Вооружённых Силах СССР. В 1986 году окончил Челябинское высшее танковое командное училище имени 50-летия Великого Октября, Военную академию бронетанковых войск имени Маршала Советского Союза Р. Я. Малиновского (1996).
Службу проходил в Центральной группе войск. По окончании в 1996 году Военной академии бронетанковых войск служил в войсках Дальневосточного военного округа, где прошёл путь от начальника штаба танкового полка до командира мотострелковой дивизии.
В 2008 году окончил Военную академию Генерального штаба Вооружённых сил. Служил начальником штаба — первым заместителем командующего 58-й общевойсковой армии в Северо-Кавказском военном округе.
Указом Президента Российской Федерации от 28 июня 2010 года назначен командующим 2-й гвардейской Краснознамённой общевойсковой армией Приволжско-Уральского военного округа.
В декабре 2013 года назначен на должность заместителя командующего войсками Центрального военного округа. 11 июня 2014 года присвоено воинское звание «генерал-лейтенант».
С января 2015 года — начальник штаба — первый заместитель командующего войсками Южного военного округа.
С начала военной операции России в Сирии в сентябре 2015 года — начальник штаба группировки Вооружённых сил Российской Федерации в Сирийской Арабской Республике.
С июля по декабрь 2016 года — командующий Группировкой Вооружённых сил Российской Федерации в Сирийской Арабской Республике. Во время его командования ВКС России принимали активное участие в наступлении на Алеппо в сентябре—ноябре 2016 года.
С января 2017 года — заместитель начальника Генерального штаба Вооружённых сил Российской Федерации. 22 февраля 2017 года присвоено воинское звание «генерал-полковник».
С сентября 2017 года — временно исполняющий обязанности командующего войсками Восточного военного округа. Указом Президента Российской Федерации от 22 ноября 2017 года назначен командующим войсками Восточного военного округа. 28 ноября 2017 года генерал-полковнику Александру Журавлёву вручён штандарт командующего войсками Восточного военного округа.

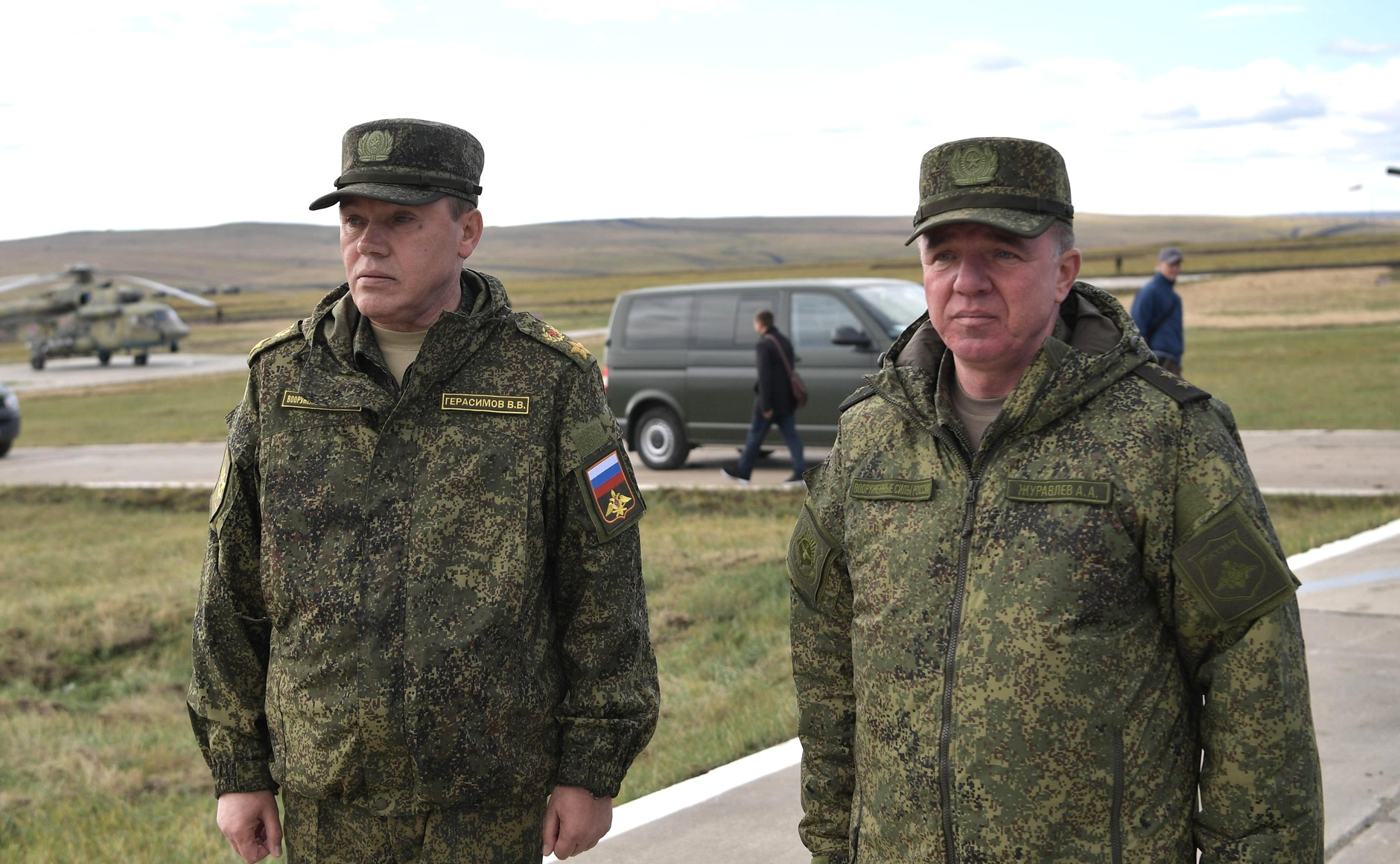
Александр Журавлёв (справа) с начальником Генштаба ВС РФ Валерием Герасимовым на манёврах «Восток-2018». Полигон Цугол,
13 сентября 2018 года

В ноябре 2017 года СМИ сообщили о скором назначении генерал-полковника Александра Журавлёва командующим Группировкой Вооружённых сил Российской Федерации в Сирийской Арабской Республике. 11 декабря 2017 года прибыл в расположение Группировки на авиабазе «Хмеймим» и приступил к исполнению обязанностей командующего Группировкой Вооружённых сил Российской Федерации в Сирийской Арабской Республике. Это третья командировка Журавлёва в Сирию и вторая в качестве командующего Группировкой.
К сентябрю 2018 года вернулся из командировки в Сирию и приступил к исполнению обязанностей командующего войсками Восточного военного округа. Под его командованием прошли масштабные общевойсковые манёвры «Восток-2018».
С ноября 2018 года — командующий войсками Западного военного округа. Представлен личному составу 11 ноября 2018 года.
В мае 2022 года телеканал CNN провёл расследование обстрелов Харькова российскими войсками, в ходе которых применялись кассетные боеприпасы. Журналисты проанализировали видеозаписи ракетных ударов и фотографии неразорвавшихся снарядов с мест взрывов, а также поговорили с экспертами и очевидцами атак. Всего журналисты отследили 11 ударов с использованием РСЗО «Смерч» 27 и 28 февраля 2022 года, которые классифицируются как военные преступления. По утверждениям этих журналистов, Харьков обстреливала 79-я ракетно-артиллерийская бригада, которая базируется в Белгородской области. Авторы расследования утверждают, что приказ об использовании «Смерча» мог отдать только генерал-полковник Журавлёв — командующий военным округом, в котором дислоцируется бригада. Кремль и Министерство обороны России не ответили на запрос CNN о комментариях.
В сентябре 2022 года освобождён от должности командующего войсками Западного военного округа.

## Международные санкции
Из-за поддержки российской агрессии и нарушения территориальной целостности Украины во время российско-украинской войны находится под персональными международными санкциями разных стран. С 15 марта 2022 года находится под санкциями Великобритании. С 25 февраля 2022 года находится под санкциями Австралии.
Указом президента Украины Владимира Зеленского от 19 октября 2022 находится под санкциями Украины. С 3 мая 2022 года находится под санкциями Новой Зеландии.

## Семья
Женат, имеет двоих детей, сын Александр окончил Суворовское училище.

## Награды

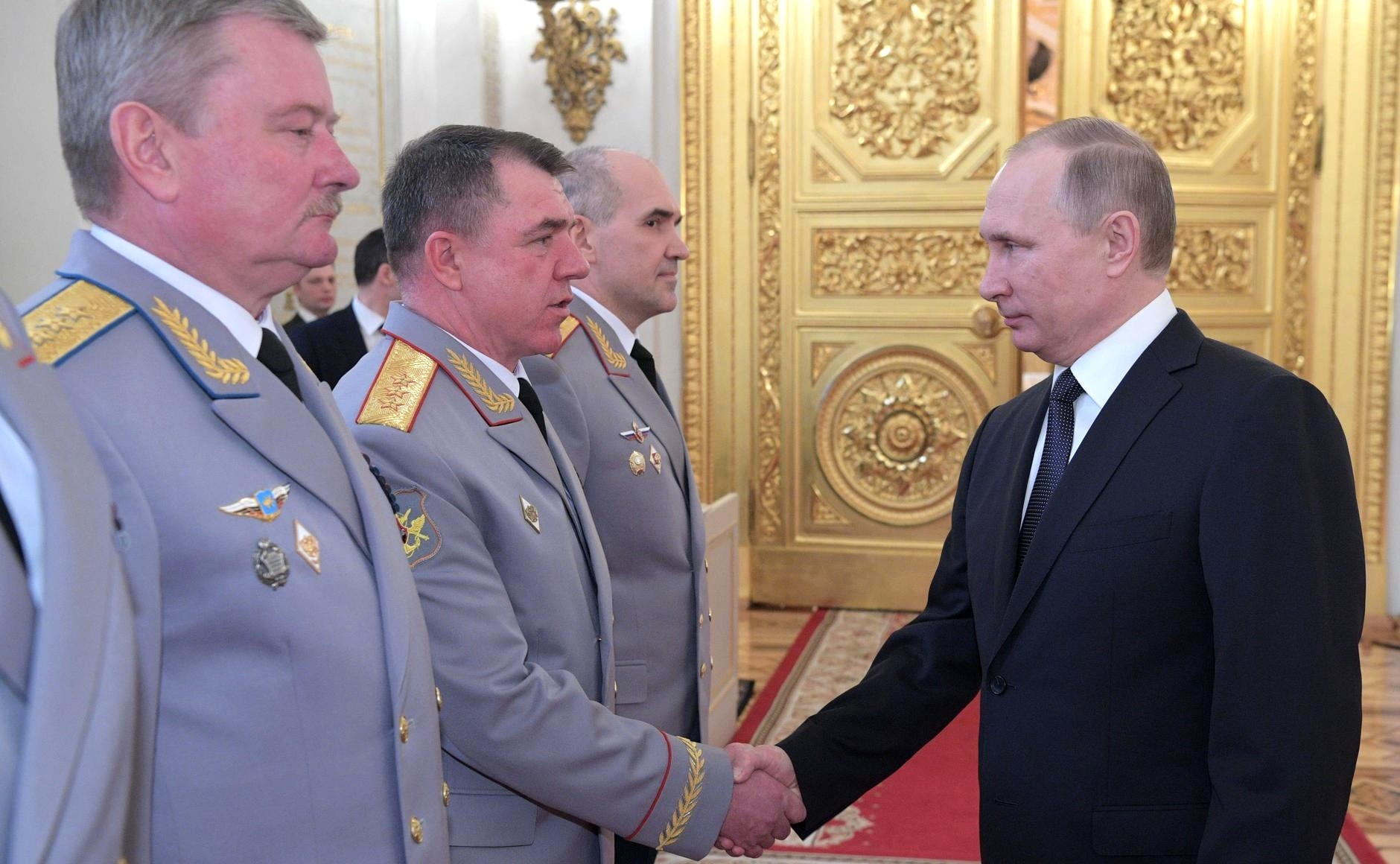
С Президентом России Владимиром Путиным. 23 марта 2017 года

- Герой Российской Федерации (28.05.2018)[2][20];
- Орден «За заслуги перед Отечеством» IV степени (2016);
- Орден Суворова (2017);
- Орден «За военные заслуги» (2002);
- Медаль ордена «За заслуги перед Отечеством» I степени;
- Медаль ордена «За заслуги перед Отечеством» II степени;
- Юбилейная медаль «60 лет Победы в Великой Отечественной войне 1941—1945» (2005);
- Медаль «За боевые отличия»;
- Медаль «За воинскую доблесть» 2 степени;
- Медаль «Участнику военной операции в Сирии» (2016);
- Медаль «За отличие в военной службе» 1 степени;
- Медаль «За отличие в военной службе» 2 степени;
- Медаль «За отличие в военной службе» 3 степени;
- Медаль «За службу на Северном Кавказе»;
- Медаль «За ратную доблесть»;
- Орден Святителя Николая Чудотворца;
- Медали СССР;
- Медали РФ;
- Орден Почёта (7 июня 2012 года, Белоруссия) — за заслуги в развитии международного военного сотрудничества между вооружёнными силами Республики Беларусь и Российской Федерации[21].